# Arthur Downes
Arthur Drummond Downes (Glasgow, 23 de febrero de 1883-Helensburgh, 12 de septiembre de 1956) fue un deportista británico que compitió en vela en la clase 12 Metre. Fue hermano del también regatista John Downes.
Participó en los Juegos Olímpicos de Londres 1908, obteniendo una medalla de oro en la clase 12 Metre.

## Palmarés internacional
| Juegos Olímpicos | Juegos Olímpicos      | Juegos Olímpicos | Juegos Olímpicos |
| Año              | Lugar                 | Medalla          | Clase            |
| ---------------- | --------------------- | ---------------- | ---------------- |
| 1908             | Londres (Reino Unido) | Medalla de oro   | 12 Metre         |